# Pseudocephalus arietinus
Pseudocephalus arietinus là một loài bọ cánh cứng trong họ Cerambycidae.